# Svaté přijímání

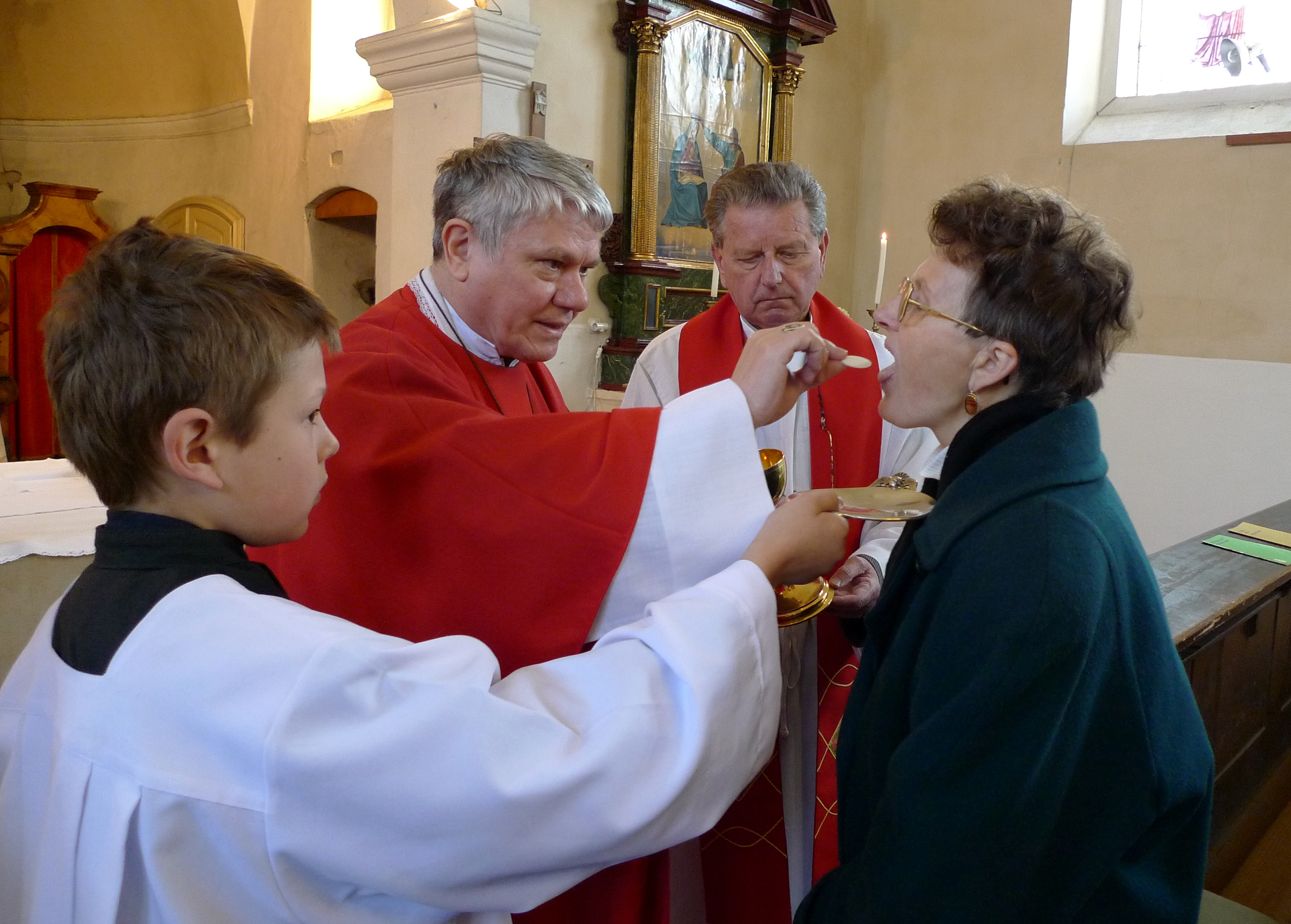
Biskup Václav Malý při svatém přijímání v kostele sv. Vojtěcha v Přerově nad Labem

Svaté přijímání (latinsky communio, sdílení společného) je v katolické církvi část mše, při které se požívá (přijímá) proměněný chléb a víno při slavení eucharistie. Církve vzešlé z protestantské reformace tohoto pojmu užívají pro celý obřad večeře Páně. V pravoslaví se přijímá svatá tajina Těla a Krve Kristovy během svaté liturgie.
V katolické církvi víno přijímá většinou jen kněz, používá se chléb nekvašený, tzv. hostie, která se po proměnění označuje jako „tělo Kristovo“, „tělo Páně“ nebo „eucharistický chléb“. V pravoslavné církvi se pak používá chléb kvašený.
S pojmem přijímání je příbuzný i pojem společenství (latinsky též communio), který označuje vzájemný vztah mezi křesťany a zvláště mezi jednotlivými církvemi. Shromažďováním se za účelem přijímání Kristova těla vzniká společenství.

## Pojetí v jednotlivých církvích
Jednotlivé církve se také liší v chápání svatého přijímání: katolická církev je chápe jako zpřítomnění Kristova těla (a krve), k němuž dochází transsubstanciací, „přepodstatněním“, evangelické církve ji naproti tomu chápou jako pouhou připomínku Kristovy Poslední večeře (jako ustanovení eucharistie se obvykle chápou Kristova slova při Poslední večeři „To čiňte na mou památku.“ – Lk 22, 19 (Kral, ČEP)).
V katolické a pravoslavné církvi existuje praxe eucharistického půstu (zdrženlivosti od jídla určitou dobu před přijetím eucharistie, pokud to věřícímu dovoluje jeho zdravotní stav). V katolické církvi se v současnosti doporučuje délka půstu jednu hodinu před přijímáním (viz kánon 919 CIC). V pravoslavné církvi se dodržuje půst od půlnoci předchozího dne.

## Spor o podobojí
Otázka, zda má lid přijímat pouze tělo, nebo i krev Páně, se v dějinách stala příčinou mnoha sporů. V českých dějinách byl požadavek podobojí jedním z požadavků husitů.
- Pravoslavné církve praktikují laické přijímání pod obojí zcela běžně.
- Protestantské církve ve většině běžně praktikují laické přijímání pod obojí.

## Jak často přijímat
Měnil se i náhled na to, jak často se má přijímat: jedním z pojetí bylo, že vzhledem ke svatosti Božího Těla a nehodnosti člověka jen několikrát, popř. jednou za život, druhým pojetím je názor, který je rozšířen i dnes, a sice že eucharistie je věřícímu posilou a má se přijímat co nejčastěji je to možné.
Katolická církev v současné době (přibližně od dob pontifikátu papeže Pia X.), doporučuje, aby věřící přijímali svátosti smíření a eucharistie co nejčastěji, ke svatému přijímání i každodenně, pro laiky však jde o pouhé doporučení. Církevní právo přikazuje věřícím přistupovat k přijímání nejméně jednou ročně, a to v době velikonoční, a nejvýše jednou denně (případně dvakrát denně, pokud je při druhém přijímání věřící přítomen na celé mši). Věřící, kteří přistupují k přijímání, ovšem nesmí být ve stavu smrtelného hříchu – jinak se dopouští svatokrádeže (srov. 1Kor 11, 29 (Kral, ČEP)) – a musí dodržet eucharistický půst.